# Epigraphik-Datenbank Clauss-Slaby
Die Epigraphik-Datenbank Clauss-Slaby (EDCS) ist eine Datenbank zur lateinischen Epigraphik, die mehr als 510.000 Inschriften in lateinischer Sprache umfasst.
Die EDCS erreicht mit mehr als 785.000 Publikationseinträgen die umfangreichste Erschließung inschriftlicher Denkmäler der Antike unter Angabe ihrer Fundorte und Provinzen, den wissenschaftlichen Publikationen und in einigen Fällen auch Abbildungen. Zudem sind die einzelnen Einträge mit anderen Online-Materialien zu der entsprechenden Inschrift verknüpft; insgesamt werden auf diese Weise etwa 30 weitere Datenbanken durch die EDCS erschlossen. Das Projekt macht damit einen erheblichen Teil der überlieferten Texte auf Stein, Metall, Keramik und anderen Materialien aus der antiken Mittelmeerwelt für die Forschung (wie Politik-, Sozial-, Wirtschafts-, Kulturgeschichte, Sprachwissenschaft, Namenforschung) und interessierte Laien in digitaler Form zugänglich. Damit ist die EDCS ein zentrales Recherchemittel für die epigraphische Forschung und die gesamte Klassische Altertumswissenschaft.
Begründet wurde die Epigraphik-Datenbank Clauss-Slaby Mitte der 1980er Jahre an der Katholischen Universität Eichstätt-Ingolstadt durch den damaligen Lehrstuhlinhaber für Alte Geschichte, Manfred Clauss (1945–2025), und den Leiter des Hochschulrechenzentrums Wolfgang A. Slaby (1948–2024). Die derzeitigen Verantwortlichen für die Datenbank (Stand 2018) sind Clauss, die Zürcher Lehrstuhlinhaberin für Alte Geschichte Anne Kolb und Wolfgang A. Slaby mit der Unterstützung durch Mitarbeiter des Eichstätter Hochschulrechenzentrums.